# Coleura afra
Coleura afra е вид бозайник от семейство Emballonuridae.

## Разпространение
Видът е разпространен в Ангола, Бенин, Централноафриканската република, Република Конго, Демократична република Конго, Кот д'Ивоар, Джибути, Еритрея, Етиопия, Гана, Гвинея, Гвинея-Бисау, Кения, Мадагаскар, Мозамбик, Нигерия, Сомалия, Судан, Танзания, Того, Уганда и Йемен.